# Twórczość Ernesta Hemingwaya

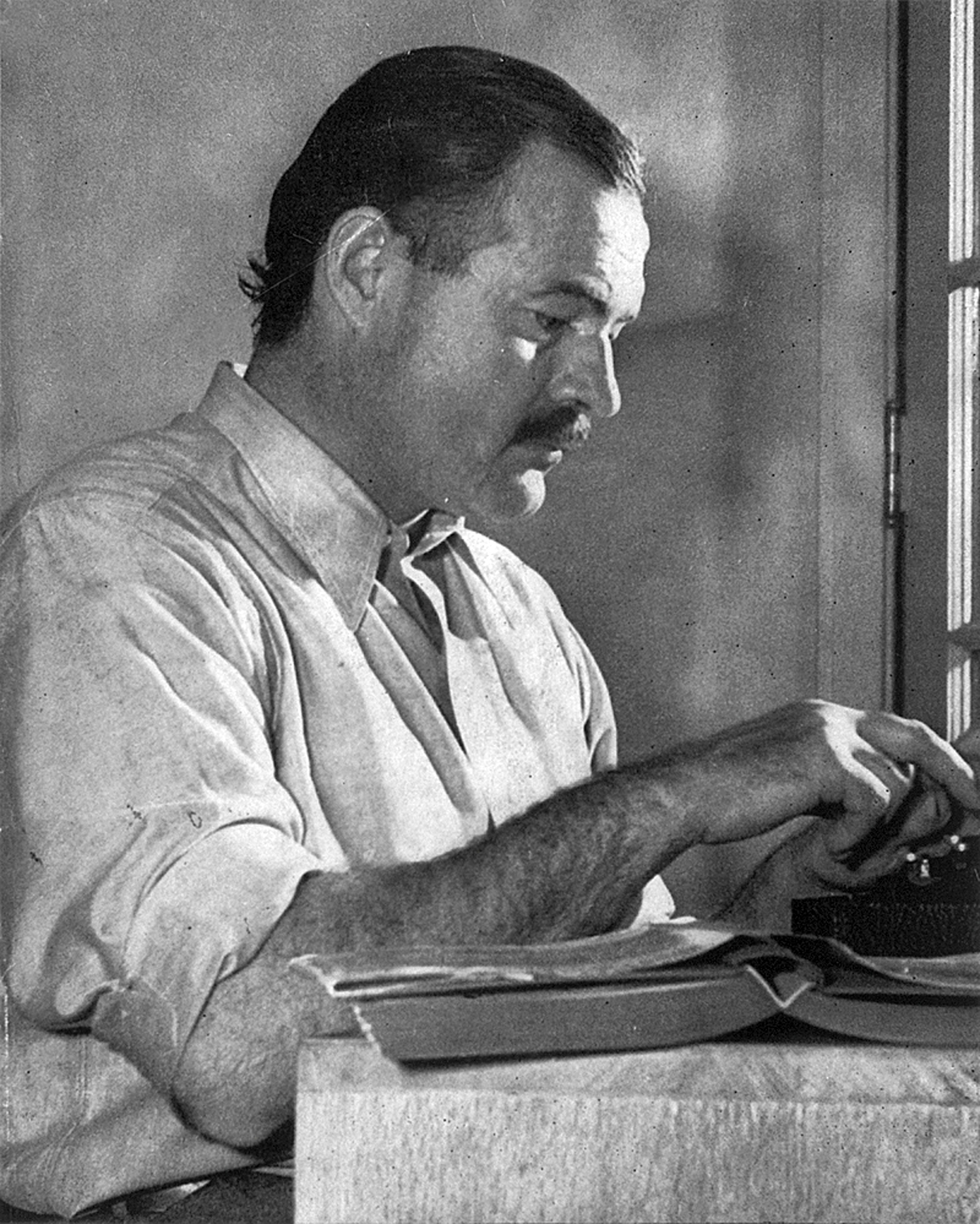
Hemingway, 1939

Twórczość Ernesta Hemingwaya – spis dzieł literackich autorstwa amerykańskiego dziennikarza i pisarza Ernesta Hemingwaya.
Większość dzieł Hemingwaya przetłumaczył na język polski przyjaciel autora – Bronisław Zieliński.

## Powieści
- Wiosenne potoki, 1926 (The Torrents of Spring, wyd. pol. 1994)
- Słońce też wschodzi, 1926 (The Sun Also Rises, wydane także jako Fiesta, wyd. pol. 1958)
- Pożegnanie z bronią, 1929 (A Farewell to Arms, wyd. pol. 1931)
- Mieć i nie mieć, 1937 (To Have and To Have Not, wyd. pol. 1968)
- Komu bije dzwon, 1940 (For Whom the Bell Tolls, wyd. pol. 1957)
- Za rzekę, w cień drzew, 1950 (Across the River and Into the Trees, wyd. pol. 1961)
- Wyspy na Golfsztromie, 1970 (Islands in the Stream, wyd. pol. 1973)
- Rajski ogród, 1986 (The Garden of Eden, wyd. pol. 1989)

### Zbiory opowiadań
- Three Stories and Ten Poems(inne języki), 1923
- In Our Time, 1925
- Men Without Women(inne języki), 1927
- Winner Take Nothing(inne języki), 1933
- The Essential Hemingway, 1947
- Śniegi Kilimandżaro (zbiór opowiadań)(inne języki), 1961 (The Snows of Kilimanjaro and Other Stories, wyd. pol. 1968)
- The Nick Adams Stories, 1972
- The Complete Short Stories of Ernest Hemingway, 1987

### Inne
- Piąta kolumna wyd. pol. 1965, 49 opowiadań wyd. pol. 1999 (The Fifth Column and the First Forty-Nine Stories, 1938)[b]
- Śmierć po południu, 1932 (Death in the Afternoon, wyd. pol. 1971)
- Zielone wzgórza Afryki, 1935 (The Green Hills of Africa, wyd. pol. 1959)
- Stary człowiek i morze, 1952 (The Old Man and the Sea, wyd. pol. 1956)
- Hemingway, The Wild Years, 1962
- Ruchome święto, 1964 (A Moveable Feast, wyd. pol. 1966)
- By-Line: Ernest Hemingway, 1967
- Ernest Hemingway: Cub Reporter, 1970
- 88 Poems, 1979
- The Dangerous Summer(inne języki), 1985
- Dateline: Toronto(inne języki), 1985
- To co prawdziwe o świcie (True at First Light)
- Under Kilimanjaro(inne języki), 2005

## Filmowe adaptacje
- (1932) Pożegnanie z bronią (Gary Cooper, Helen Hayes)
- (1943) Komu bije dzwon (Gary Cooper, Ingrid Bergman)
- (1944) Mieć i nie mieć (Humphrey Bogart, Lauren Bacall)
- (1946) Zabójcy (Burt Lancaster)
- (1947) The Macomber Affair (Gregory Peck, Joan Bennett)
- (1950) The Breaking Point (John Garfield, Patricia Neal)
- (1950) Under My Skin(inne języki) (John Garfield)
- (1952) Śniegi Kilimandżaro (Gregory Peck, Susan Hayward)
- (1957) Pożegnanie z bronią (Rock Hudson, Jennifer Jones)
- (1957) Słońce też wschodzi (Tyrone Power, Ava Gardner)
- (1958) Stary człowiek i morze (Spencer Tracy)
- (1962) Przygody młodego człowieka (Richard Beymer)
- (1964) Zabójcy (Lee Marvin)
- (1977) Wyspy na Golfsztromie (George C. Scott)
- (1990) Stary człowiek i morze (Anthony Quinn)
- (1999) Stary człowiek i morze (reż. Aleksandr Pietrow)
- (2008) The Garden of Eden (Mena Suvari, Jack Huston)